# Settimana Internazionale 2016
Das 31. Settimana Internazionale 2016 war ein italienisches Straßenradrennen. Das Etappenrennen fand vom 24. bis zum 27. März 2016 statt. Zudem gehörte es zur UCI Europe Tour 2016 und war dort in der Kategorie 2.1 eingestuft.

## Teilnehmende Mannschaften
| WorldTeam- Sky Professional Continental Teams (6)- Androni Giocattoli-Sidermec - Bardiani CSF - Gazprom-RusVelo - Nippo-Vini Fantini - Southeast-Venezuela - Topsport Vlaanderen-Baloise Continental Teams (17)- Adria Mobil - Amore & Vita-Selle SMP - Christina Jewelry - Cycling Academy - D'Amico Bottecchia - Dimension Data-Qhubeka - GM Europa Ovini - Kolss-BDC - Meridiana Kamen - Norda-MG.Kvis - Rally Cycling - Skydive Dubai-Al Ahli Club - Synergy Baku Project - Tirol - Trefor - Unieuro Wilier - Wiggins Nationalmannschaft- Italien |
| |

## Etappen
| Etappe      | Datum    | Etappenorte                                 | type                 | Länge (km) | Etappensieger   | Gesamtführender                 |
| ----------- | -------- | ------------------------------------------- | -------------------- | ---------- | --------------- | ------------------------------- |
| 1. a Etappe | 24. Mär. | Gatteo – Gatteo                             | Hügelige Etappe      | 95,9       | Manuel Belletti | Manuel Belletti                 |
| 1. b Etappe | 24. Mär. | Gatteo a Mare – Gatteo                      | Teamzeitfahren       | 13,3       | Gazprom-RusVelo | Artur Stanislawowitsch Jerschow |
| 2. Etappe   | 25. Mär. | Riccione – Sogliano al Rubicone             | Mittelschwere Etappe | 146,6      | Sergei Firsanow | Sergei Firsanow                 |
| 3. Etappe   | 26. Mär. | Calderara di Reno – Crevalcore              | Flachetappe          | 159,8      | Jakub Mareczko  | Sergei Firsanow                 |
| 4. Etappe   | 27. Mär. | Pavullo nel Frignano – Pavullo nel Frignano | Mittelschwere Etappe | 163,6      | Stefano Pirazzi | Sergei Firsanow                 |

## Wertungstrikots
| Etappe         | Etappensieger   | Gesamtwertung   | Punktewertung   | Bergwertung       | Nachwuchswertung | Teamwertung         |
| -------------- | --------------- | --------------- | --------------- | ----------------- | ---------------- | ------------------- |
| 1a             | Manuel Belletti | Manuel Belletti | Manuel Belletti | Vitaliy Buts      | Davide Plebani   | Southeast-Venezuela |
| 1b             | Gazprom-RusVelo | Artur Jerschow  | Manuel Belletti | Vitaliy Buts      | Davide Plebani   | Gazprom-RusVelo     |
| 2              | Sergei Firsanow | Sergei Firsanow | Sergei Firsanow | Kirill Posdnjakow | Domen Novak      | Team Sky            |
| 3              | Jakub Mareczko  | Sergei Firsanow | Mattia Gavazzi  | Kirill Posdnjakow | Domen Novak      | Team Sky            |
| 4              | Stefano Pirazzi | Sergei Firsanow | Mauro Finetto   | Sergei Firsanow   | Egan Bernal      | Team Sky            |
| Wertungssieger | Wertungssieger  | Sergei Firsanow | Mauro Finetto   | Sergei Firsanow   | Egan Bernal      | Team Sky            |